# Gunnelmajas tjärn
Gunnelmajas tjärn är en sjö i Vilhelmina kommun i Lappland och ingår i Ångermanälvens huvudavrinningsområde. Gunnelmajas tjärn ligger i Marsfjället Natura 2000-område.